# Ачерби, Франческо
Франче́ско Аче́рби (итал. Francesco Acerbi; род. 10 февраля 1988, Виццоло-Предаписси, Ломбардия) — итальянский футболист, центральный защитник клуба «Интернационале» и сборной Италии, чемпион Европы 2020.

## Клубная карьера
Родился в коммуне Виццоло-Предаписси в Ломбардии. С 13 лет занимался в юношеской школе «Павии». Начинал играть в роли нападающего.

### «Павия»
Дебютировал в профессиональном футболе в 18 лет, 23 апреля 2006 года, в матче Серии C1 против «Сан-Марино».
11 января 2007 года Ачерби был в аренду в клуб Серии D «Ренате», и в тот же день принял участие в товарищеском матче. Единственным официальным матчем Ачерби за «Ренате» стала игра против «Палаццоло» 28 января. Через два дня он вернулся в «Павию».
В межсезонье был снова отправлен в аренду — 2 августа в «Триестину», из которой вскоре вернулся, а 16 августа — в «Специю», в которой провёл сезон 2007/08, выступая за молодёжный состав.
1 июля 2008 года вернулся в «Павию», где провёл два сезона как игрок основного состава. Принял участие в стыковых матчах Серии C2 сезона 2009/10, в которых «Павия» уступила «Специи», однако, несмотря на это, оказалась в высшем дивизоне благодаря банкротству нескольких клубов.

### «Реджина»
В июле 2010 года «Специя» продала половину контракта Ачерби калабрийской «Реджине», выступающей в Серии Б. В январе «Реджина» целиком выкупила права на игрока (общая сумма составили € 400.000), после чего продала половину в «Дженоа». В сезоне 2010/11 Ачерби стал основным игроком «Реджины», сыграв в 40 из 42 игр чемпионата и в двух стыковых матчах, в которых его команда уступила «Новаре». В этом сезоне он также впервые сыграл в кубке Италии, заработав удаление в матче против «Алессандрии».

### «Кьево»
В июне 2011 года «Дженоа» полностью выкупили контракт Ачерби, отправив в «Реджину» Антонино Рагузу. 1 июля Ачерби перешёл в веронский «Кьево» за € 4 млн. — половина его контракта стала частью сделки по переходу в генуэзский клуб Кевина Констана. Ачерби дебютировал в высшей лиге 20 ноября 2011 года, в выездном матче 12-го тура против «Катании», завершившемся со счётом 2:1 в пользу «Кьево». 25 марта 2012 года забил свой первый гол в Серии А, открыв счёт в игре со «Сиеной» (1:1). В сезоне 2011/12 Ачерби 17 раз выходил на поле в чемпионате и 3 — в кубке Италии.

### «Милан»
20 июня 2012 года клуб «Дженоа» снова выкупил долю контракта Ачерби, принадлежащую «Кьево», сразу после чего половина прав на игрока была продана «Милану» (тогда же «Милан» арендовал у «Дженоа» Кевина Констана). В новом клубе Ачерби взял себе 13-й номер, под которым играл Алессандро Неста, покинувший «Милан» в это же межсезонье. В официальном матче впервые сыграл 1 сентября 2012 года (3:1 против «Болоньи»).

### «Сассуоло»
Летом 2013 года перешёл в «Сассуоло», который впервые вышел в Серию А. В межсезонье у игрока выявили доброкачественную раковую опухоль на ранней стадии и после операции он вернулся на поле. Однако зимой ему пришлось пройти цикл химиотерапии, вернуться к тренировкам игрок смог только летом 2014 года, а выйти на поле спустя 10 месяцев. После поражения «Сассуоло» от «Интера» (0:7), тренер Ди Франческо сделал Ачерби основным игроком обороны, а клуб затем выдал семь матчей без поражений.

## Карьера в сборной
Ачерби вызывался в сборную Италии на отборочные матчи чемпионата мира 2014, но на поле так и не выходил.
В ноябре 2015 года Ачерби был вызван в сборную Италии и впервые сыграл за неё в товарищеском матче против Албании (1:0), выйдя на замену. Первая игра в стартовом составе сборной произошла в марте 2016 года — в матче против Германии (1:4).
Был включён в состав сборной Италии на чемпионате Европы в 2021 году. 16 июня в игре против Швейцарии вышел в середине первого тайма вместо получившего травму Джорджо Кьеллини.

## Достижения
«Лацио»
- Обладатель Кубка Италии: 2018/19
- Обладатель Суперкубка Италии: 2019

«Интернационале»
- Чемпион Италии: 2023/24
- Обладатель Кубка Италии: 2022/23
- Обладатель Суперкубка Италии: 2022

Сборная Италии
- Чемпион Европы: 2020

## Статистика
| Клуб    | Сезон        | Чемпионат | Чемпионат | Кубок | Кубок | Еврокубки | Еврокубки | Другие | Другие | Всего | Всего |
| Клуб    | Сезон        | Игры      | Голы      | Игры  | Голы  | Игры      | Голы      | Игры   | Голы   | Игры  | Голы  |
| ------- | ------------ | --------- | --------- | ----- | ----- | --------- | --------- | ------ | ------ | ----- | ----- |
| Павия   | 2005/06 (C1) | 1         | 0         | 0+2   | 0     |           |           |        |        | 3     | 0     |
| Ренате  | 2006/07 (D)  | 1         | 0         |       |       |           |           |        |        | 1     | 0     |
| Павия   | 2006/07 (C1) | 1         | 0         |       |       |           |           |        |        | 1     | 0     |
| Павия   | 2008/09 (C2) | 22        | 2         | 0+3   | 0     |           |           |        |        | 25    | 2     |
| Павия   | 2009/10 (C2) | 24+2      | 1+0       | 0+1   | 0     |           |           |        |        | 27    | 1     |
| Павия   | Всего        | 48+2      | 3         | 6     | 0     |           |           |        |        | 56    | 3     |
| Реджина | 2010/11 (B)  | 40+2      | 2+0       | 1     | 0     |           |           |        |        | 43    | 2     |
| Кьево   | 2011/12      | 17        | 1         | 3     | 0     |           |           |        |        | 20    | 1     |
| Милан   | 2012/13      | 4         | 0         |       |       | 1         | 0         |        |        | 5     | 0     |

## Государственные награды
- Кавалер ордена «За заслуги перед Итальянской Республикой» (16 июля 2021) — в знак признания спортивных ценностей и национального духа, которые вдохновили итальянскую команду на победу на чемпионате Европы по футболу 2020[22][23]